# Xoc de colzes

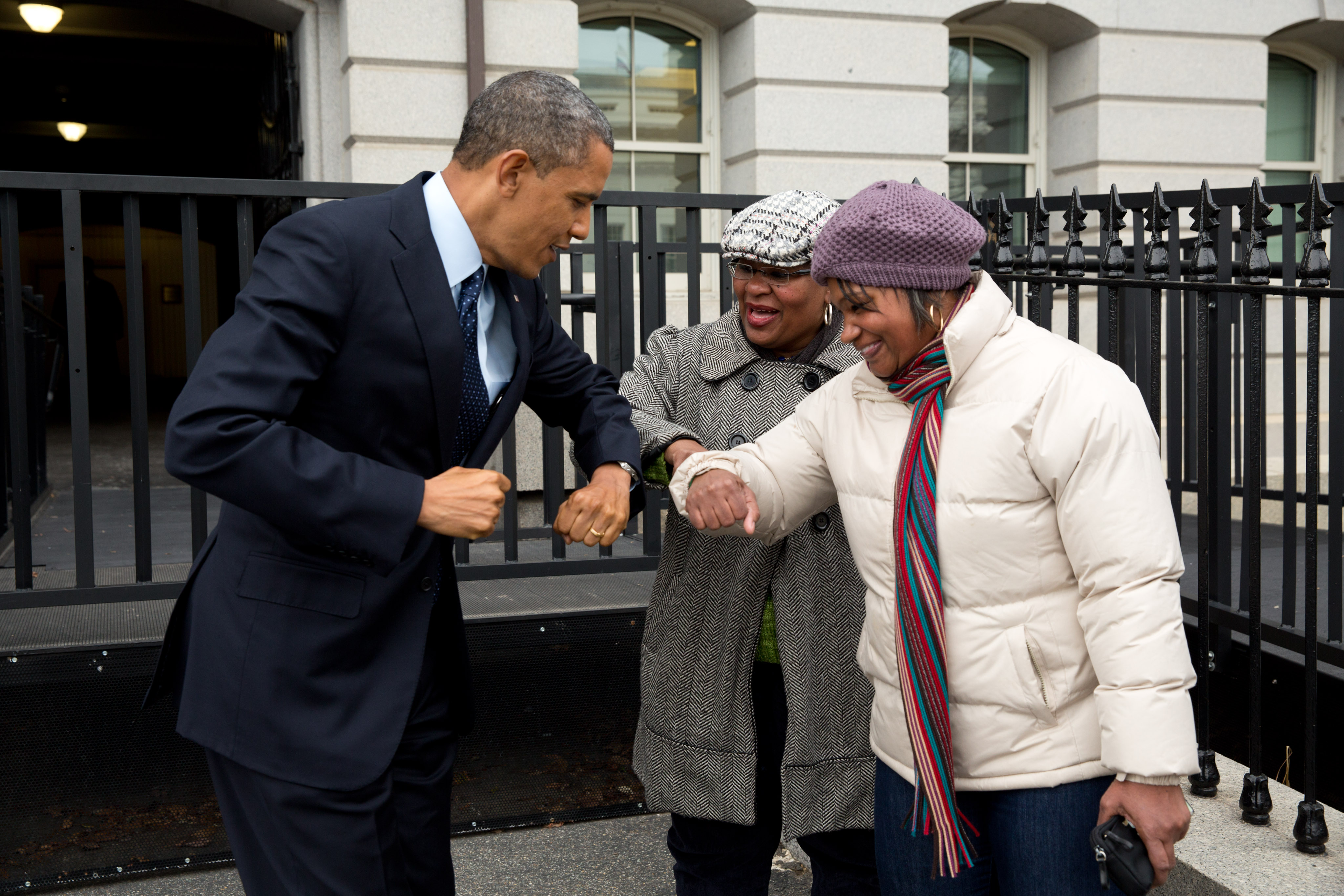
Barack Obama xocant colzes amb dos treballadors de l'Administració de Serveis Generals el 2012

El xoc de colzes o cop de colzes és una salutació informal on dues persones xoquen els colzes. L'interès en aquesta salutació es va renovar en diferents ocasions, totes relacionades amb el temor provocat pel contagi de malalties infeccioses, com la grip aviària de 2006, la pandèmia de grip porcina de 2009, el brot d'Ebola de 2014 i la pandèmia de COVID -19 quan els funcionaris de salut van donar suport al seu ús com una alternativa a l'encaixada de mans per reduir la propagació. Durant l'última pandèmia mundial, les autoritats van informar que fins i tot un cop al colze era massa arriscat i van suggerir saludar des de la distància.

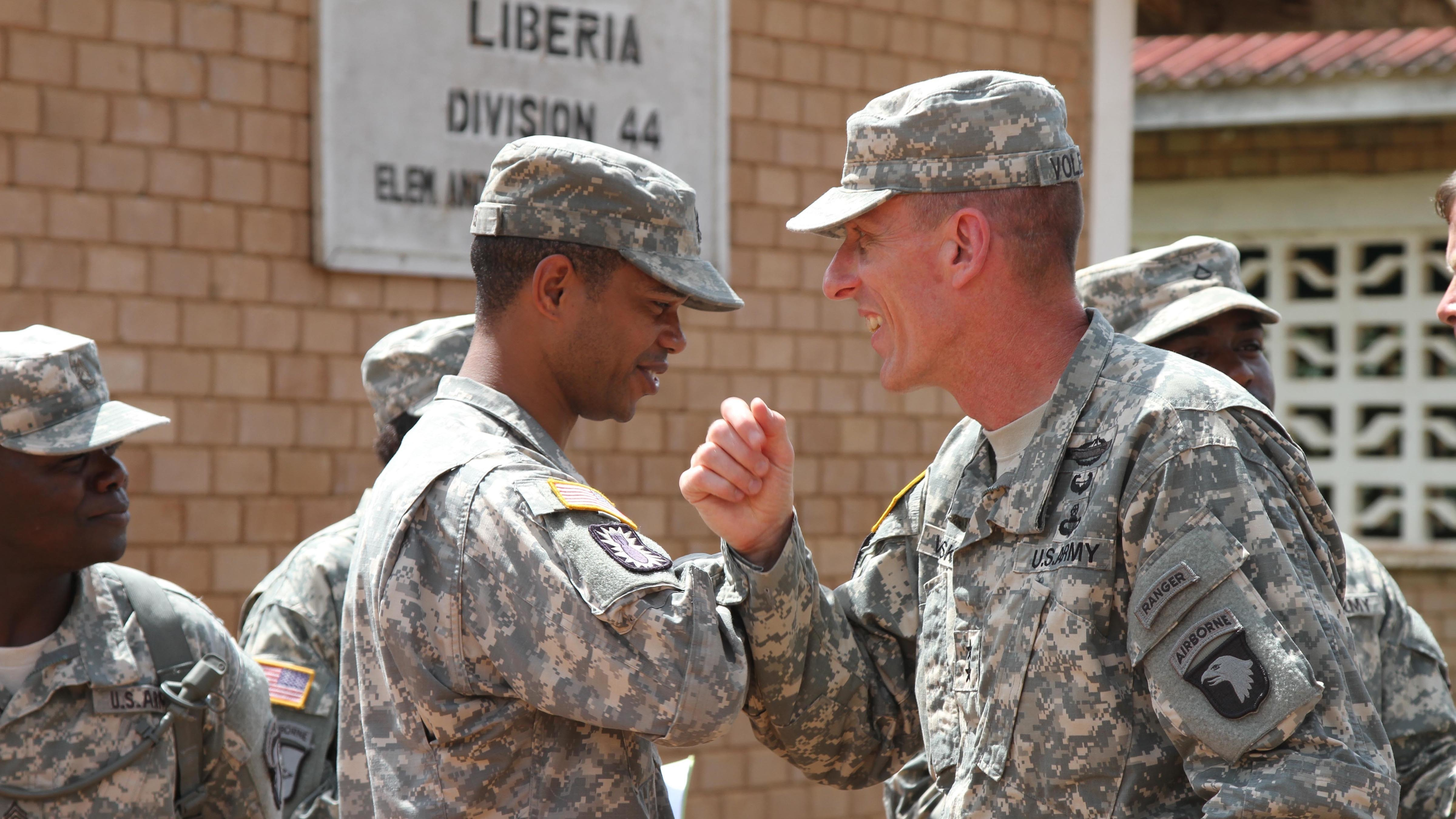
El comandant de l'Operació United Assistance usant una salutació de cop de colzes mentre lluitava contra l'ebola a Libèria el 2014

El xoc de colzes com a salutació es pensa que deriva del xoc de puny, que va començar a popularitzar - se a la dècada de 1980. El primer registre escrit del cop de colze per David Grimes recolza aquesta hipòtesi. Més recentment, Shaquille O'Neal va demostrar la naturalesa derivada del xoc de colzes en relació amb el cop de puny el 2004, quan va rebutjar la salutació de Kobe Bryant amb un cop de colze a mitges.

## Popularitat degut a qualitats higièniques

### Brot de grip aviària de 2006
L'Organització Mundial de la Salut defensa l'ús del xoc de colzes com a mesura sanitària. El 2006, a causa del temor d'una possible pandèmia de grip aviària, l'OMS va proposar utilitzar el xoc de colzes com a mitjà per "mantenir els gèrmens d'altres persones a l'alçada dels braços". Michael Bell ha estat un dels principals defensors de l'ús de la salutació, i va assenyalar que també pot ajudar a limitar la propagació de malalties com l'ebola, en modelar el comportament social que limita el contacte físic.

### Pandèmia de grip porcina del 2009
El xoc de colzes va obtenir un renovat interès el 2009 pel fet que la pandèmia de grip porcina a Mèxic es va expandir a nivell mundial. La salutació va créixer en popularitat entre els mexicans que la van utilitzar per reduir la propagació de la malaltia. Igual que en 2006, el xoc de colzes va ser recolzat per diversos funcionaris de salut, com Sanjay Gupta, corresponsal mèdic cap de CNN.

### Epidèmia d'influença estacional del 2012–2013
El Manhattan Soccer Club va donar suport a les salutacions de colzes com l'alternativa segura al contacte mà a mà.

### Brot d'Ebola de 2014
L'octubre del 2014, un brot d'ebola va reviure l'interès en la salutació.

### Pandèmia de COVID-19
Durant les primeres etapes de la pandèmia de COVID-19 als Estats Units, els funcionaris de salut van aconsellar a les persones que evitessin el contacte físic amb altres, inclòs l'encaixada de mans ; es va suggerir el xoc de colzes com a alternativa. En una conferència de premsa el 2 de març, el cirurgià general nord-americà Jerome Adams va demostrar la salutació als periodistes, dient "Probablement hauríem de repensar de fer l'encaixada de mans per un temps".
A mesura que es va estendre l'epidèmia, es va descoratjar l'ús de la salutació de xoc de colzes a mesura que es van ampliar els consells sobre el distanciament físic, com ara mantenir-se almenys a 2 metres de distància d'altres persones, com una forma de disminuir el risc de contraure o propagar la malaltia. El Director General de l'Organització Mundial de la Salut, Tedros Adhanom Ghebreyesus, va informar que un xoc de colzes era massa arriscat perquè col·loca a les persones massa a prop unes de les altres; va recomanar fer servir una salutació sense contacte, com posar la mà sobre el cor, des d'una distància de separació d'almenys un metre.

## A la cultura popular
El 2009, els metges universitaris i el guardonat amb el Premi Nobel Peter Agre van aprovar el xoc de colzes. L'Associació Americana per a l'Avanç de la Ciència es va unir a l'Organització Mundial de la Salut per donar suport a la salutació. Tot i això, algunes d'aquestes recomanacions estaven destinades tant a generar bon humor com una bona higiene.
La frase en anglès "elbow bump" (cop de colze) va ser considerada per a la Paraula de l'Any en 2009 pel New Oxford American Dictionary.
Al servei a l'aire lliure del festival Greenbelt de 2009, es va encoratjar els fidels a saludar-se amb el 'xoc de colzes de la pau' en lloc de la ' salutació de pau ' més habitual durant el ritu cristià, a causa de les preocupacions sobre la grip porcina.
El duet de dissenyadors belgues MarcMarc va llançar un emoji per al 'xoc de colzes' en resposta a la pandèmia de COVID-19.